# Liebeskummer

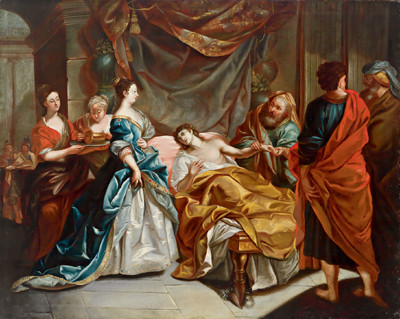
Der liebeskranke Antiochus

Liebeskummer (veraltet: Herzeleid) bezeichnet umgangssprachlich die emotionale Reaktion auf unerfüllte oder verlorene Liebe vor dem Hintergrund partnerschaftlicher Liebe. Im Volksmund spricht man auch von Gebrochenem Herzen.
Obwohl damit im Allgemeinen psychische Prozesse gemeint sind, können auch körperliche Symptome auftreten, bis hin zum sogenannten Gebrochenes-Herz-Syndrom, bei dem lebensbedrohliche Funktionsstörungen des Herzmuskels die Folge sein können.
Fast alle Menschen erleiden einmal oder mehrmals in ihrem Leben Liebeskummer. Dies ist für gewöhnlich harmlos bzw. eine normale Station der Persönlichkeitsreifung, kann aber je nach Persönlichkeit auch mit mehr oder weniger schweren körperlichen oder psychischen Erkrankungen, Selbstschädigung, Suizid oder kriminellem Verhalten (wie Stalking, Gewalt oder gar Tötungsdelikten) einhergehen. In der Psychiatrie und in der Forschung wird der Liebeskummer dennoch selten zur Kenntnis genommen.

## Ursachen und Folgen

Das gebrochene Herz – ein Symbol für Liebeskummer

Liebeskummer entsteht häufig durch den Verlust oder die Trennung von Menschen, zu denen eine emotionale Bindung bestand. Eine weitere Form des Liebeskummers ist die Sehnsucht oder Eifersucht zu einer Frau oder einem Mann, in die/den man sich trotz einer bestehenden Partnerschaft verliebt hat. Auch bei unerwiderter Liebe sowie in Fällen, in denen es nicht zu einer Bindung zwischen Menschen kommt, diese aber von mindestens einem der Betroffenen gewünscht ist, kann es zu Liebeskummer kommen. Ein Beispiel hierfür wäre, dass ein verliebter, aber schüchterner Mensch sich nicht traut, den anderen daraufhin anzusprechen. Der daraus entstehende Kummer kann psychische Schäden hervorrufen. Diese können zum Beispiel zum Stalking führen und bedürfen einer Behandlung oder Therapie.
Liebeskummer kann aber ebenso durch die unerfüllte Liebe eines Kindes zu seinen Eltern oder Geschwistern hervorgerufen werden.
Infolge des Liebeskummers wird oft das rationale Handeln eines Menschen abgeschaltet; er neigt zu – für Außenstehende unbegreiflichem – Verhalten wie totaler Hingabe, Selbstaufgabe und Opferbereitschaft, oder auch Gewalt. Wie realistisch die Verbindung ist, die ein an Liebeskummer Leidender mit dem geliebten Menschen anstrebt, kann dabei irrelevant sein; denn diese Form von Kummer kann – wie die Liebe selbst – Bildungs- und Sozialschranken, Alter und Vermögen völlig unbeachtet lassen.
Wenn deswegen ein Krankheitswert festgestellt wird, ist die erste Diagnose Anpassungsstörung.

## Symptome
Die Reaktion der Menschen auf den Verlust der Liebe eines Mitmenschen oder auf eine von vornherein unerfüllte Sehnsucht ist sehr verschieden und kann von leichten Formen mit relativ kurzer Dauer bis hin zu langer und schwerster Verzweiflung reichen. Man durchläuft bei einem Liebeskummer [maximal] folgende Phasen:
- Phase I: Nicht-Wahrhaben-Wollen
- Phase II: Aufbrechende Gefühle
- Phase III: Neuorientierung
- Phase IV: Neues Lebenskonzept

Dabei können folgende Symptome auftreten:
- Psychosomatische Beschwerden (beispielsweise Kopfschmerzen, Bauchschmerzen, innere Unruhe, Kreislaufprobleme, Konzentrationsprobleme, Schlaflosigkeit),
- Probleme im Alltag (z. B. Schule, Beruf, Sozialleben),
- das Interesse an sozialen Kontakten zu anderen Menschen sinkt, was bis hin zu einer Sozialen Isolation führen kann,
- die Lebensfreude nimmt ab, Antriebslosigkeit, Aufgabe von Lebenszielen,
- Probleme bei bestehender anderer Partnerschaft (Lügen, Trennungsgedanken, Verschleierungstaktiken),
- gestörtes Essverhalten wie Appetitlosigkeit oder extreme Esssucht,
- Zukunftsängste, Pessimismus,
- Störungen des Sozialverhaltens (aggressives Verhalten, Feindseligkeit, oppositionelles Verhalten etc.),
- Depressionen, seltener behandlungsbedürftige Neurosen,
- häufig vermehrter Konsum von Drogen wie etwa Alkohol oder Nikotin, Sturz in eine Abhängigkeit,
- selbstverletzende Handlungen,
- suizidale Gedanken oder Handlungen.
- Es kann in extremen Fällen auch zum Broken-Heart-Syndrom kommen.[1]

Nach einer Studie einer Forschergruppe um Naomi Eisenberger ähneln die neuronalen Muster im Gehirn bei sozialer Zurückweisung denen von körperlichen Schmerzen, wie sie etwa bei Verletzungen auftreten. Ethan Kross von der University of Michigan in Ann Arbor kam zu demselben Ergebnis, zusätzlich wurde mit bildgebenden Verfahren (Kernspintomograf) unter anderem festgestellt, dass der Cortex cingularis anterior, der bei physischem Schmerz und Stress eine Rolle spielt, aktiv ist.
Lucy Brown, Neurowissenschaftlerin am Albert Einstein College of Medicine in New York, setzt die Gefühle bei Liebeskummer mit den Symptomen bei Drogenentzug gleich.

## Behandlung
Üblicherweise überwinden die meisten Menschen diesen Zustand durch Zeitablauf, dies kann allerdings viele Monate dauern.
Die Hilfe eines Psychiaters ist dann sinnvoll, wenn man Suizidgedanken hat, seinen Alltagspflichten nicht mehr nachkommt, sich körperlich vernachlässigt, länger als vier Wochen Tabletten zu sich nimmt, täglich zu Alkohol greift oder sich vom Freundes-/Bekanntenkreis abschottet. Jedoch kann auch Liebeskummer in durchschnittlicher Ausprägung für den Betroffenen schwer zu bewältigen sein.

## Kunst und Literatur
In der Literatur werden die Folgen von Liebeskummer gelegentlich tragisch dargestellt: Für die Betroffenen enden die Liebesgeschichten dann beispielsweise im Tod (Goethe, Werther), in der Verstümmelung (der Prinz aus Grimms Märchen Rapunzel stürzt sich aus Verzweiflung vom Turm und verliert sein Augenlicht) oder im Gefängnis (Josef aus der Bibel wird vom enttäuschten Weib Potiphars zu Unrecht beschuldigt und dann ins Gefängnis geworfen (Gen 39,20 )). Liebeskummer kann auch zu großen literarischen Leistungen anspornen: Petrarca hat wohl unter dem Eindruck einer unglücklichen Liebe seine Sonette an Madonna Laura verfasst.
Viele Romantiker sahen, teils aus eigener Erfahrung, in der unerfüllbaren Liebe die Tragik der Menschheit. Dabei kann die Liebe weder erreicht, noch der Liebesschmerz überwunden werden, weil das Glück eines Individuums untrennbar mit der Erfüllbarkeit der Liebe verbunden ist. Somit wird der Liebesschmerz zum Weltschmerz und führt zur Todessehnsucht. Ein vorzügliches Beispiel hierfür ist die Winterreise von Wilhelm Müller. Auch viele Gedichte von Nikolaus Lenau und Heinrich Heine tragen vergleichbare Züge.
In dem von Michel Rivgauche getexteten, von Ángel Cabral komponierten und von Édith Piaf gesungenen Chanson La Foule (Die Menschenmenge. 1957) gerät das lyrische Ich in einer dicht gedrängten Volksmenge in die Arme eines unbekannten Mannes, verliebt sich in ihn, verliert ihn im Gedränge aber wieder und kann ihn später nie wiederfinden.

## Liebeskrankheit

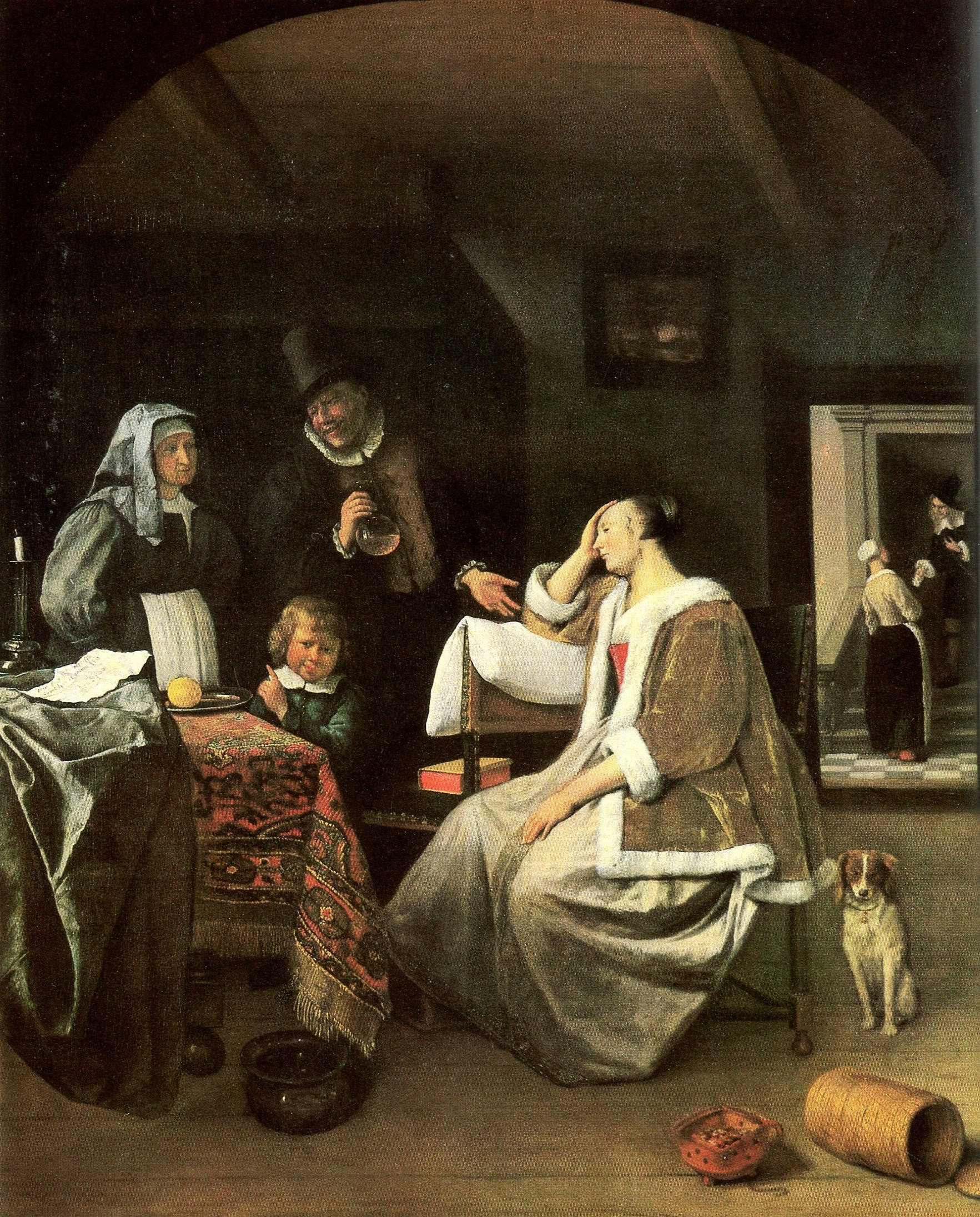
Die Liebeskranke, ein holländisch-häusliches Milieu, unter anderem den zur Diagnose und zur Behandlung der Kranken konsultierten Arzt mit Harnglas darstellend. Gemälde von Jan Steen.

Die Liebeskrankheit (amor hereos, morbus amatoris) ist ein Wahnsinn, der sich bei unerfüllter oder unglücklicher Liebe einstellt. Die Liebeskrankheit ist eine durch unerfüllte Liebe verursachte körperliche Krankheit, die schon in der Antike um 600 v. Chr. von der Dichterin Sappho geschildert wird, durch Plutarch in der Novelle vom liebeskranken Antiochus beschrieben wird und auch im Corpus Hippocraticum wieder auftaucht. In den Erzählungen aus Tausendundeiner Nacht werden Avicennas Ratschläge zur Heilung der Liebeskrankheit in der 134. Nacht erwähnt. Auch in der deutschsprachigen Literatur des Mittelalters wurde die Liebeskrankheit mit ihren Symptomen und Auswirkungen auf die Betroffenen dargestellt. Ein Beispiel führt auch die anonyme Märe Der Bussard aus dem 14. Jahrhundert vor, in der ein Königssohn seine Braut verliert und sich in krankhaften Liebeskummer hineinsteigert. Seine Verzweiflung wächst mit Weinen und Haareraufen. Dann bricht der Wahnsinn über ihn herein und der Königssohn wird zum Tier. Bis zum glücklichen Ende vegetiert er als Waldmensch dahin. Zur Behandlung der Liebeskrankheit sah das Mittelalter verschiedene therapeutische Ansätze.